# Johann Ludwig Jordan (Mediziner)
Johann Ludwig Jordan (* 6. Juni 1771 in Göttingen; † 1. Mai 1853 in Osterode am Harz) war ein deutscher Mediziner, Lehrer und Naturforscher.

## Leben
Johann Ludwig Jordan studierte ab 1791 an der Georg-August-Universität Göttingen, erhielt am 4. Juni 1799 den 1. Preis der medizinischen Fakultät für seine Schrift Disquisitio chemica evictorum regni animalis ac vegetabilis elementorum und wirkte ab 1800 als Arzt in Clausthal.
Am 1. Juni 1801 wurde Johann Ludwig Jordan in Göttingen in absentia aufgrund mehrerer Veröffentlichungen zum Dr. phil. promoviert.
Im Jahr 1802 wurden ihm zunächst interimistisch die Geschäfte als Wardein der Clausthaler Münzstätte übertragen, bevor er 1814 zum ordentlichen Münzwardein der Münze in Clausthal bestellt wurde. Johann Ludwig Jordan wurde ab 1821 Lehrer der Chemie und ab 1829 zusätzlich auch Lehrer der Hüttenkunde an der Berg- und Forstschule Clausthal. 1845 ging er in den Ruhestand.
Johann Ludwig Jordan verfasste zahlreiche Schriften zur Chemie, Mineralogie und Berg- und Hüttenkunde und gab gemeinsam mit dem Bergbeamten Traugott Leberecht Hasse das Magazin für Eisenberg- und Hüttenkunde heraus.
Im Jahr 1799 wurde er zunächst ordentliches und im Jahr 1800 dann abwesendes Mitglied der Societatis Physicae Privatae Gottingensis. Er war Ehrenmitglied der Naturhistorischen Gesellschaft Hannover und wurde 1804 korrespondierendes Mitglied der Königlichen Gesellschaft der Wissenschaften zu Göttingen.

## Neuere Forschungsergebnisse
Die Büchersammlung des Göttinger Universitätsprofessors und reformierten Pastors Lüder Kulenkamp (1724–1794), die mit über 9.000 Handschriften, Abschriften, Inkunabeln und Drucken ab 1501 die viertgrößte private Gelehrtenbibliothek Göttingens im 18. Jahrhundert bildet, ist ausschließlich über den 1796 gedruckten Auktionskatalog sowie zwei, mit Käufer- und Preisangaben versehene durchschossene Exemplare dokumentiert. Annette Pozzo stellt in ihrer 2014 veröffentlichten Dissertation einen Zusammenhang zwischen einem im Versteigerungskatalog als "Jordan" registrierten Käufer, der knapp über 70 Titel erwirbt, und Johann Ludwig Jordan her, dessen alle nach dieser Zeit erschienenen Veröffentlichungen mit den Themenbereichen der bei der Auktion erworbenen Werke zahlreiche Übereinstimmungen zeigen.

## Schriften
- Disquisitio chemica evictorum regni animalis ac vegetabilis elementorum. Göttingen 1799 (Digitalisat)
- Mineralogische und chemische Beobachtungen und Erfahrungen. Johann Christian Dieterich, Göttingen 1800 (Digitalisat)
- Mineralogische berg- und hüttenmännische Reisebemerkungen vorzüglich in Hessen, Thüringen, am Rheine und im Seyn-Altenkirchner Gebiethe gesammelt. Heinrich Dieterich, Göttingen 1803 (Digitalisat)